# Vegesack-Klasse

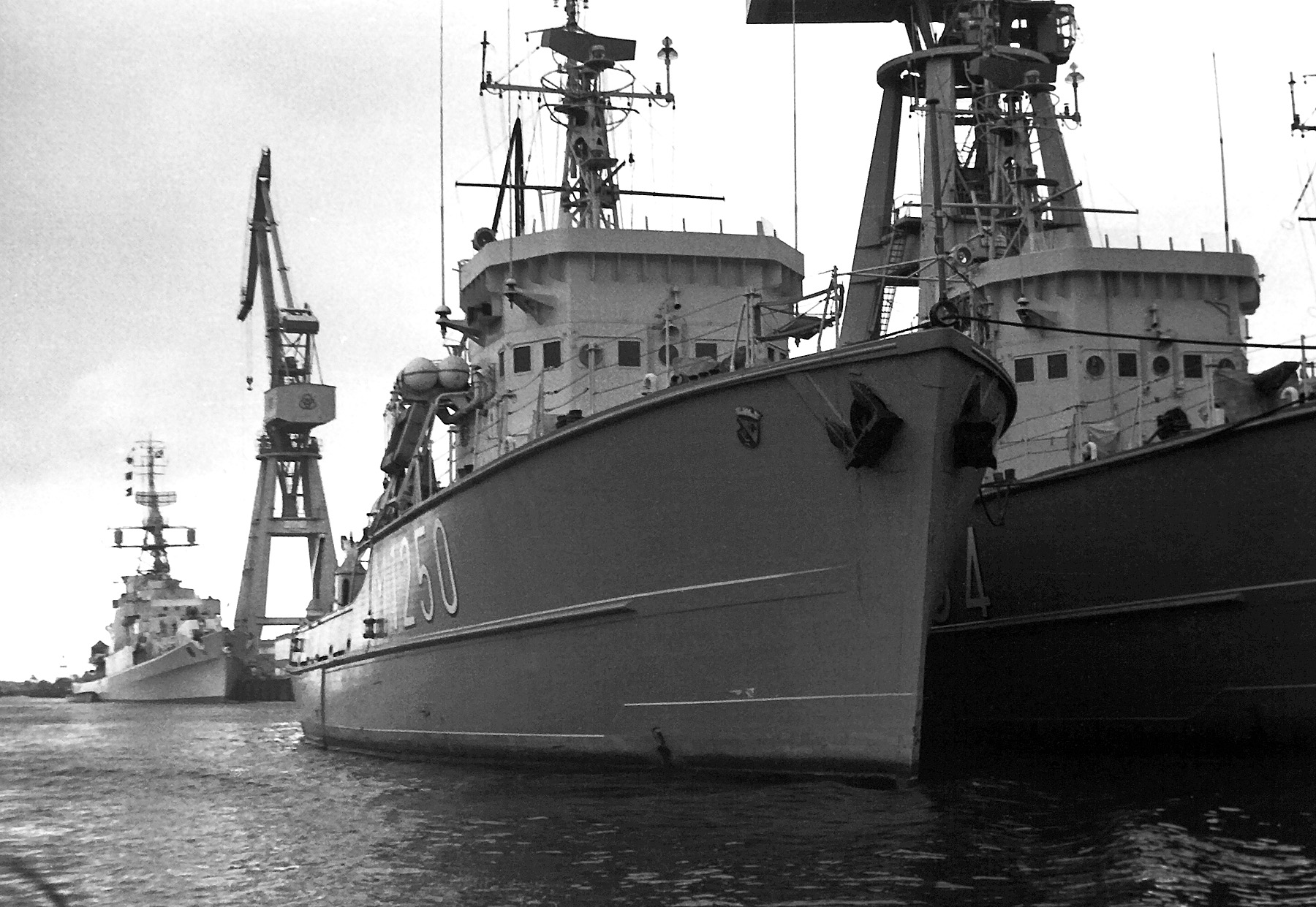
Die Vegesack 1963 in Wilhelmshaven

Die sechs Minensuchboote der Vegesack-Klasse (321) der Bundesmarine wurden bei Amiot in Cherbourg in Frankreich als Typ Mercure (Lizenzbauten der United States Navy Bluebird-Klasse) gebaut. Sie waren soweit möglich aus nicht magnetischem Material gefertigt, um die Boote weitgehend unempfindlich gegen Magnetminen zu machen. So hatten die Boote zum Beispiel einen Holzrumpf.
Die Einheiten wurden in den Jahren 1959/60 in Dienst gestellt und zunächst dem 2. Minensuchgeschwader als Küstenminensuchboote (KM) zugeordnet. Von 1963 bis 1969 wurden die Boote außer Dienst gestellt und mit Aufstellung der Reserveflottille, am 1. Januar 1969, dieser unterstellt. Bis 1978 wurden die Boote dann an die Türkei abgegeben.

## Technische Daten
- Länge: 44 m
- Breite: 8 m
- Tiefgang: 2,1 m
- Verdrängung: 375 t
- Besatzung: 40

- Antrieb: 2 Mercedes-Benz-Dieselmotoren, je 2000 PS

- Bewaffnung: 2 × 20-mm-Flak L/85 (Doppellafette)

## Boote
- M1250 Vegesack (KM13)
- M1251 Hameln (KM14)
- M1252 Detmold (KM15)
- M1253 Worms (KM16)
- M1254 Siegen (KM17)
- M1255 Passau (KM18)